# Litani
Leontes (Λέοντος ποτάμου ἐκβολαί), que correspon al modern riu Litani (àrab: الليطاني, al-Līṭānī), fou l'antic nom d'un riu de Fenícia que Claudi Ptolemeu situa entre Beirut i Sidó.